# Heliophanus erythropleurus
Heliophanus erythropleurus là một loài nhện trong họ Salticidae.
Loài này thuộc chi Heliophanus. Heliophanus erythropleurus được Wladislaus Kulczynski miêu tả năm 1901.